# 高望山大造
髙望山 大造（こうぼうやま だいぞう、1957年8月15日 - ）は、宮城県栗原郡築館町（現在の栗原市）出身で高嶋部屋と熊ヶ谷部屋に所属した元大相撲力士。本名は蓬田 光吉（よもぎだ こうきち）。最高位は西関脇（1984年1月場所）。現役時代の体格は179cm、145kg。得意手は突き、押し、もろ差し、寄り。
現在は、年寄・高島（高嶋）である。

## 来歴・人物

### 生い立ち
肉牛を飼育する農家の三男として生まれた。蓬田兄弟は全員運動神経に長けていて、長兄と弟は相撲が、次兄はバレーボールが得意であった。築館中学校に入学してから本格的に相撲を始め、中学時代は2年連続して全国中学相撲選手権大会の宮城県予選の個人戦で優勝という実績を残した。2年生の時に高嶋（元大関・三根山隆司）の勧誘を受けたが、その時点では高校への進学を希望していたために断っている。中学卒業前、再び勧誘された時はその熱意に押し切られ、高校進学を諦めて角界入りを決意した。

### 現役時代
1973年春、上京して高嶋部屋に入門し、同年3月場所で初土俵を踏んだ。この年は、中学生の入門が禁止されてから初めて3月卒業見込みの者を入門させることが許可された年であったので、同期生が多かった。その中には、同じ一門（立浪・伊勢ヶ濱連合）である宮城野部屋の後の前頭・竹葉山真邦もいた。入門後は高嶋に連れられて高砂部屋へ出稽古に通ったため、後に「出稽古で強くなった力士の典型」と評された。
必ずしも出世は早いほうではなかったが、23歳で迎えた1981年5月場所にて、新十両昇進を果たした。この時点で竹葉山は既に十両を経験していたが、同場所では幕下に在位していたので、ここで追い抜いたことになる。十両は3場所連続勝ち越しで通過して、同年11月、24歳で新入幕。大受久晃以来、高嶋部屋からの久し振りの幕内力士として期待された。しかし、師匠が健康を害して部屋経営を断念したため、1982年11月場所から同部屋の所属力士（高望山を含め2名）は同門の熊ヶ谷部屋（師匠は、高嶋の現役時代の弟弟子・芳野嶺元志（元前頭8枚目））に移籍した。
師匠から徹底した押し相撲を仕込まれた甲斐があり、出足の速さは当時の相撲界では際立っていた。押し相撲だが、両差しで一気の速攻も冴えた。新しいタイプの技能派力士と言われ、親方の教えが1982年7月場所と翌年11月場所における技能賞受賞にも繋がっている。不成績や右足首の怪我により新入幕の後に2度十両に陥落したが、いずれもすぐに番付を戻し、3度目の入幕を果たした1983年3月場所からは幕内に定着。1990年1月場所まで42場所連続して幕内の座を維持した。1984年1月場所では、最高位となる西関脇に昇進している。しかし、根が押し相撲であることから出足を止められると二の攻めがなく、幕内上位では二桁黒星を喫することが多く上位や三役に定着するには至らなかった。横綱戦では17戦全敗と、結局1度も勝つことはできなかった。大関戦でも2勝35敗と苦戦した。故郷である栗原郡築館町では、高望山が勝利した日には花火を打ち上げて町民に知らせていた（勝ち越しが決まった時は、花火は2発打ち上げられた）。
現役晩年は十両に陥落、西十両11枚目だった1990年11月場所中、幕下陥落が確実となり引退を決意する。

### 引退後、高島部屋再興と消滅
引退後は年寄・高島を襲名して熊ヶ谷部屋付きの親方となったが、1993年5月に同部屋から独立して高島部屋を再興した。しかし関取を育てられず、2011年6月17日に所属力士が0人になったために高島部屋は消滅し、高島は同門の春日山部屋に転属となった。
2016年10月19日に春日山部屋が閉鎖となった後は追手風部屋に転属したが、同年12月13日に宮城野部屋へ再転属している。
2016年1月、日本相撲協会理事選挙に出馬するも、6票獲得にとどまり、落選する。以降、協会内では監察委員を務めていた。

### 日本相撲協会理事として
2018年2月の理事選挙に再び出馬、一門外の票も上積みし、12票を得てトップ当選を果たした。この選挙では現職理事・貴乃花光司の当落を巡り話題となる中で、前回落選の雪辱を果たした。この初当選の弁で『一門が団結した結果。（今後に向けて）みんなで一緒にやっていかないといけない』と述べた。
3月28日の職務分掌で大阪場所部長に就任した。
また2019年9月場所には、審判部長代理に就任することとなった。これは、現職の審判部長である阿武松が高血圧の治療により休場することになったためである。代理就任中の千秋楽の表彰式では、9月場所優勝の関脇・御嶽海久司、11月場所優勝の横綱・白鵬翔への優勝旗授与も担当している。
2020年1月30日の役員候補選は定員を超過しなかったため2008年以来6期12年ぶりに無投票となり、高島を含む理事候補10人、副理事候補3人が全員当選。同年3月23日の評議員会で正式に理事として選任された。
2021年3月31日の照ノ富士春雄の大関復帰昇進の伝達式では、協会理事として使者を務めた（同じ一門の審判委員である浅香山が同行）。また同年7月21日、照ノ富士の横綱昇進の伝達式でも使者を務めている（同行者も4ヶ月前と同様に浅香山であった）。
2021年9月場所前に所属する宮城野部屋で北青鵬・幕下以下の力士が新型コロナウイルスに感染し、部屋に出入りしていた他の全関係者も本場所を全休することとなったが、高島は部屋に出入りしてなかったためこの場所の出場が認められた。

### 相撲協会理事退任後
2022年の役員候補選挙には自身の停年が近いため立候補せず、同年3月28日の役員改選をもって理事職を退任。同月30日に発表された職務分掌では役員待遇委員に任命された。
2022年8月1日、宮城野部屋から時津風一門の伊勢ノ海部屋に転属。同月14日限りで日本相撲協会を停年（定年）退職した。停年後は再雇用で相撲協会の参与になった。2024年1月15日、再び追手風部屋所属となった。

## その他
- 初土俵が同期だった竹葉山とは、互いに引退後も同じ伊勢ヶ濱一門所属の親方として交流が続いており、高島は2017年1月場所から2022年7月場所まで宮城野部屋付きとして活動した。元々は高島部屋に入門する予定だったモンゴル出身の龍皇昇は、その時点で同部屋にモンゴル出身力士の旭天鵬勝（大島部屋）の弟である不動山が在籍していたため、「外国人2人の面倒を見るのは大変だから、親方、1人お願いしますよ」という高島からの依頼により宮城野部屋が引き受けたという経緯を持つ。

## 主な戦績
- 通算成績：579勝606敗16休 勝率.489
- 現役在位：107場所
- 幕内成績：312勝377敗16休 勝率.453
- 幕内在位：47場所
- 三役在位：2場所（関脇1場所、小結1場所）[1]
- 三賞：2回
  - 技能賞：2回（1982年7月場所、1983年11月場所）[1]
- 金星：なし

### 場所別成績
| | 一月場所 初場所（東京） | 三月場所 春場所（大阪） | 五月場所 夏場所（東京） | 七月場所 名古屋場所（愛知） | 九月場所 秋場所（東京） | 十一月場所 九州場所（福岡） |
| --- | ----------------------- | ----------------------- | ----------------------- | --------------------------- | ----------------------- | --------------------------- |
| 1973年 （昭和48年） | x                       | （前相撲）              | 東序ノ口6枚目 4–3       | 西序二段59枚目 2–5          | 西序二段84枚目 5–2      | 東序二段48枚目 4–3          |
| 1974年 （昭和49年） | 西序二段36枚目 2–5      | 西序二段61枚目 4–3      | 西序二段47枚目 2–5      | 西序二段69枚目 5–2          | 東序二段33枚目 4–3      | 西序二段18枚目 4–3          |
| 1975年 （昭和50年） | 西序二段筆頭 3–4        | 東序二段12枚目 3–4      | 西序二段25枚目 4–3      | 西序二段7枚目 3–4           | 東序二段24枚目 6–1      | 東三段目48枚目 4–3          |
| 1976年 （昭和51年） | 東三段目32枚目 4–3      | 東三段目19枚目 4–3      | 西三段目8枚目 3–4       | 東三段目19枚目 4–3          | 東三段目8枚目 3–4       | 東三段目17枚目 4–3          |
| 1977年 （昭和52年） | 東三段目3枚目 4–3       | 西幕下52枚目 4–3        | 東幕下41枚目 2–5        | 西三段目2枚目 5–2           | 東幕下44枚目 4–3        | 東幕下37枚目 3–4            |
| 1978年 （昭和53年） | 東幕下48枚目 4–3        | 西幕下35枚目 5–2        | 西幕下22枚目 4–3        | 東幕下15枚目 4–3            | 東幕下12枚目 2–5        | 西幕下32枚目 3–4            |
| 1979年 （昭和54年） | 東幕下43枚目 5–2        | 西幕下26枚目 4–3        | 東幕下20枚目 3–4        | 東幕下29枚目 4–3            | 東幕下21枚目 4–3        | 東幕下16枚目 3–4            |
| 1980年 （昭和55年） | 西幕下23枚目 3–4        | 東幕下33枚目 3–4        | 東幕下42枚目 3–4        | 東幕下49枚目 5–2            | 西幕下29枚目 6–1        | 西幕下10枚目 3–4            |
| 1981年 （昭和56年） | 東幕下17枚目 6–1        | 西幕下4枚目 5–2         | 東十両13枚目 11–4       | 東十両5枚目 9–6             | 東十両筆頭 8–7          | 西前頭12枚目 8–7            |
| 1982年 （昭和57年） | 西前頭9枚目 6–9         | 西前頭11枚目 5–10       | 西十両筆頭 11–4         | 東前頭11枚目 11–4 技        | 西前頭3枚目 0–3–12      | 東十両2枚目 7–8             |
| 1983年 （昭和58年） | 東十両3枚目 10–5        | 西前頭12枚目 9–6        | 東前頭3枚目 6–9         | 西前頭7枚目 9–6             | 東前頭2枚目 5–10        | 西前頭7枚目 10–5 技         |
| 1984年 （昭和59年） | 西関脇 2–13             | 西前頭7枚目 8–7         | 西前頭2枚目 2–9–4       | 東前頭14枚目 9–6            | 西前頭7枚目 6–9         | 西前頭10枚目 9–6            |
| 1985年 （昭和60年） | 東前頭4枚目 5–10        | 西前頭10枚目 8–7        | 東前頭6枚目 7–8         | 西前頭7枚目 9–6             | 西小結 4–11             | 東前頭7枚目 6–9             |
| 1986年 （昭和61年） | 西前頭12枚目 9–6        | 東前頭8枚目 7–8         | 東前頭11枚目 8–7        | 東前頭7枚目 7–8             | 東前頭9枚目 6–9         | 東前頭13枚目 8–7            |
| 1987年 （昭和62年） | 西前頭9枚目 8–7         | 東前頭6枚目 8–7         | 西前頭筆頭 3–12         | 西前頭7枚目 6–9             | 西前頭12枚目 9–6        | 東前頭4枚目 6–9             |
| 1988年 （昭和63年） | 西前頭5枚目 8–7         | 東前頭2枚目 4–11        | 東前頭11枚目 8–7        | 東前頭7枚目 6–9             | 西前頭11枚目 8–7        | 西前頭8枚目 5–10            |
| 1989年 （平成元年） | 西前頭13枚目 8–7        | 東前頭9枚目 8–7         | 西前頭3枚目 3–12        | 西前頭12枚目 8–7            | 東前頭10枚目 7–8        | 西前頭12枚目 7–8            |
| 1990年 （平成2年） | 東前頭14枚目 3–12       | 東十両8枚目 8–7         | 西十両3枚目 6–9         | 西十両6枚目 7–8             | 東十両8枚目 6–9         | 西十両11枚目 引退 2–8–0     |
| 各欄の数字は、「勝ち-負け-休場」を示す。 優勝 引退 休場 十両 幕下 三賞：敢=敢闘賞、殊=殊勲賞、技=技能賞 その他：★=金星 番付階級：幕内 - 十両 - 幕下 - 三段目 - 序二段 - 序ノ口 幕内序列：横綱 - 大関 - 関脇 - 小結 - 前頭（「#数字」は各位内の序列） |                         |                         |                         |                             |                         |                             |

## 幕内対戦成績
| 力士名   | 勝数  | 負数 | 力士名   | 勝数 | 負数 | 力士名   | 勝数 | 負数 | 力士名     | 勝数 | 負数 |
| -------- | ----- | ---- | -------- | ---- | ---- | -------- | ---- | ---- | ---------- | ---- | ---- |
| 青葉城   | 2     | 7    | 青葉山   | 1    | 0    | 安芸ノ島 | 0    | 2    | 朝潮       | 1    | 8    |
| 旭富士   | 2     | 2    | 天ノ山   | 6    | 0    | 板井     | 12   | 14   | 恵那櫻     | 3    | 2    |
| 大潮     | 3     | 4    | 巨砲     | 5    | 10   | 大錦     | 6    | 7(1) | 大乃国     | 1    | 8    |
| 大豊     | 3     | 0    | 魁輝     | 8    | 5    | 春日富士 | 2    | 3    | 北勝鬨     | 0    | 2    |
| 北の湖   | 0     | 3    | 騏乃嵐   | 3    | 6    | 旭豪山   | 1    | 0    | 旭道山     | 0    | 7    |
| 霧島     | 7     | 9    | 起利錦   | 5    | 3    | 麒麟児   | 10   | 13   | 久島海     | 0    | 2    |
| 蔵間     | 9     | 5    | 黒瀬川   | 0    | 1    | 港龍     | 1    | 1    | 琴稲妻     | 2    | 7    |
| 琴ヶ梅   | 3     | 2    | 琴風     | 1(1) | 5(1) | 琴千歳   | 1    | 0    | 琴錦       | 0    | 2    |
| 琴富士   | 2     | 2    | 小錦     | 0    | 7    | 斉須     | 4    | 1    | 蔵玉錦     | 0    | 2    |
| 佐賀昇   | 0     | 1    | 逆鉾     | 4    | 15   | 佐田の海 | 6    | 8    | 薩洲洋     | 8    | 6    |
| 嗣子鵬   | 1     | 1    | 陣岳     | 9    | 9    | 神幸     | 2    | 0    | 太寿山     | 6    | 10   |
| 大徹     | 9     | 7    | 大飛     | 1    | 1    | 隆の里   | 0    | 4    | 貴ノ浜     | 4    | 1    |
| 孝乃富士 | 5     | 6    | 貴ノ嶺   | 1    | 0    | 隆三杉   | 9    | 10   | 高見山     | 0    | 2    |
| 多賀竜   | 11(1) | 9    | 玉龍     | 13   | 3    | 竹葉山   | 0    | 1    | 千代の富士 | 0    | 6    |
| 寺尾     | 5     | 7    | 出羽の花 | 3    | 11   | 闘竜     | 12   | 9    | 栃赤城     | 3    | 0    |
| 栃司     | 6     | 5    | 栃剣     | 5    | 5    | 栃乃和歌 | 3    | 1    | 栃光       | 2    | 1    |
| 南海龍   | 1     | 2    | 白竜山   | 1    | 0    | 蜂矢     | 2    | 0    | 花乃湖     | 2    | 8    |
| 花ノ国   | 0     | 3    | 播竜山   | 1    | 1    | 飛騨乃花 | 5    | 6    | 富士櫻     | 5    | 1    |
| 藤ノ川   | 0     | 1    | 富士乃真 | 5    | 4    | 双羽黒   | 3    | 2    | 鳳凰       | 8    | 3    |
| 北天佑   | 1     | 9    | 北勝海   | 2    | 6    | 星岩涛   | 1    | 0    | 前乃臻     | 2    | 3    |
| 舛田山   | 7     | 3    | 益荒雄   | 4(1) | 3    | 三杉磯   | 3    | 0    | 三杉里     | 2    | 4    |
| 水戸泉   | 2     | 1    | 両国     | 4    | 2    | 若獅子   | 1    | 1    | 若嶋津     | 1    | 7    |
| 若瀬川   | 7     | 5    | 若の富士 | 1    | 1    | 鷲羽山   | 0    | 1    |            |      |      |

## 改名歴
- 蓬田 光吉（よもぎだ こうきち）1973年5月場所-1977年5月場所
- 髙望山 大造（こうぼうやま だいぞう）1977年7月場所-1990年11月場所

## 年寄変遷
- 高島 大造（たかしま だいぞう）1990年11月20日-